# کارلوس زامبرانو
کارلوس زامبرانو (انگلیسی: Carlos Zambrano؛ زادهٔ ۱۰ ژوئیهٔ ۱۹۸۹) بازیکن فوتبال اهل پرو است.
از باشگاه‌هایی که در آن بازی کرده‌است می‌توان به باشگاه فوتبال آینتراخت فرانکفورت، باشگاه فوتبال شالکه ۰۴، باشگاه فوتبال روبین کازان، و باشگاه فوتبال سن پائولی اشاره کرد.
وی همچنین در تیم‌ملی فوتبال پرو بازی کرده‌است.
وی در مسابقات کشوری و بین‌المللی در مجموع برندهٔ ۱ مدال برنز شده‌است.